# مطر إعصاري
المطر الإعصاري أو مطر الجبهات هو مطر الرياح العكسية التي تكثر بها الأعاصير ويتسبب في سقوطه مرور الأعاصير أو الانخفاضات الجوية إذ يحدث أن يجذب الأعصار تيارين هوائيين مختلفي المصدر من حيث درجة الحرارة يحدث عملية تصعيد الهواء الدافئ لأنه أخف وزنا وحينما يعلو فإنه يبرد ويتكاثف ما به من بخار الماء فيسقط المطر ويكثر المطر حينما يكون الهواء الصاعد غزير الرطوبة.